# Sajeret Matkal
Sayeret Matkal (hebrejsko: סיירת מטכ״ל), uradno Izvidniška enota Generalštaba, je elitna specialna enota izraelskih obrambnih sil (IDF), ki deluje pod okriljem vojaške obveščevalne službe in Generalštaba. Enota je znana tudi pod oznako Enota 269 in velja za eno najbolj elitnih ter skrivnostnih vojaških enot v Izraelu. Ustanovljena je bila po vzoru britanskega SAS.

## Zgodovina
Enoto je leta 1957 ustanovil Avraham Arnan, veteran padalske brigade in član britanske enote SAS. Namen je bil oblikovati elitno enoto, ki bi izvajala strateško izvidništvo globoko na sovražnikovem ozemlju ter operacije visoke stopnje tveganja.
Prve operacije so bile usmerjene v pridobivanje informacij o sosednjih državah – Egiptu, Siriji in Jordaniji. Enota je postala znana širši javnosti po več odmevnih protiterorističnih operacijah.
Najbolj znani operaciji sta:
- Operacija Isotope (1972): reševanje talcev iz ugrabljenega letala Sabena na letališču Ben Gurion.
- Operacija Entebbe (1976): reševanje več kot 100 talcev v Ugandi. Poveljnik operacije, Yonatan Netanyahu, je bil edini izraelski padli vojak.

## Izbor in usposabljanje
Pridružitev enoti je izjemno zahtevna. Kandidati se udeležijo večdnevne preizkušnje, imenovane gibush, kjer se preverjajo fizične sposobnosti, psihična stabilnost, orientacija in timsko delo.
Usposabljanje traja približno 20 mesecev in vključuje:
- osnovno in napredno pehotno usposabljanje,
- padalski tečaj,
- bližnji boj,
- protiteroristično urjenje,
- usposabljanje za preživetje, orientacijo in prikrito delovanje.

Zaključi se z dolgo potjo (beretni pohod), po kateri vojaki prejmejo bordo rdečo baretko.

## Znani člani
Nekdanji pripadniki enote so igrali pomembno vlogo v izraelskem političnem in vojaškem vrhu:
- Ehud Barak – nekdanji premier in načelnik Generalštaba,
- Benjamin Netanyahu – večkratni predsednik vlade,
- Yonatan Netanyahu – padel v operaciji Entebbe,
- Naftali Bennett – nekdanji premier,
- Benny Gantz – minister za obrambo.

## Znane operacije

### Operacija Isotope (1972)
Reševanje talcev iz ugrabljenega letala Sabena. Udeležila sta se je tudi Ehud Barak in Benjamin Netanyahu.

### Operacija Entebbe (1976)
Spektakularna misija v Ugandi, kjer je Sayeret Matkal rešila več kot 100 talcev. Poveljnik Yonatan Netanyahu je bil edini padli izraelski vojak.

### Operacija Bramble Bush (1992)
Načrtovan atentat na Saddama Husseina, ki je bil prekinjen po smrtonosni nesreči znotraj enote med vajo.

### Druge tajne operacije
Enota je sodelovala pri številnih zaupnih misijah v tujini, vključno z zajemanjem sovražnikovih poveljnikov in likvidacijami ključnih oseb.

## V kulturi
Enota je pogosto prikazana v izraelskih dokumentarcih in filmih, predvsem zaradi njene vloge pri operaciji Entebbe. O operaciji je bilo posnetih več filmov, med drugim Operation Thunderbolt (1977) in 7 Days in Entebbe (2018).